# Висиосо Мартинес, Карлос
Карлос Висиосо Мартинес (исп. Carlos Vicioso Martínez или исп. Carlos Vicioso, 1886 — 1968) — испанский ботаник.

## Биография
Карлос Висиосо Мартинес родился в Калатаюде в 1886 году.
Он был сыном Бенито Висиосо Триго. Карлос был, как и его предок, ботаником; это была профессия, в которой он работал по призванию, чтобы продолжить работу своего отца, которого Карлос сопровождал в частых экскурсиях, которые тот проводил в поисках растений. В 1923 году король Альфонсо XIII наградил Карлоса титулом Caballero de la Orden Civil del Mérito Agrícola.
Карлос Висиосо Мартинес умер в Мадриде в 1968 году.

## Научная деятельность
Карлос Висиосо Мартинес специализировался на семенных растениях. Он описал несколько десятков видов растений.

## Некоторые публикации
- Pau, C; C Vicioso. 1918. Plantas de Persia y Mesopotamia recogidas por D. Fernando Martínez de la Escalera. Trabajos del Museo Nacional de Ciencias Naturales. Serie Botánica, 14, Madrid: Junta para la Ampliación de Estudios e Investigaciones Científicas.
- Ceballos, L, C Vicioso. 1933. Estudio sobre la vegetación y la flora forestas de la provincia de Málaga y Mapa forestal de esta provincia.
- 1942. Materiales para el estudio de la flora sonaría. An. Real Jardín Botánico (diciembre de 1941): 188–235.
- 1974. Contribución al conocimiento de los tomillos españoles. Anales del Instituto Nacional de Investigaciones Agrarias. Serie Recursos Naturales, 1, Madrid.